# Eugenia dimorpha
Eugenia dimorpha är en myrtenväxtart som beskrevs av Otto Karl Berg. Eugenia dimorpha ingår i släktet Eugenia och familjen myrtenväxter. Inga underarter finns listade i Catalogue of Life.